# Benjamin Weß
Benjamin Weß (ur. 28 lipca 1985 w Moers) – niemiecki hokeista na trawie, złoty medalista olimpijski z Pekinu i Londynu.
W reprezentacji Niemiec debiutował w 2005. W Chinach wystąpił w siedmiu meczach. Z kadrą brał udział m.in. w mistrzostwach świata w 2010 (drugie miejsce) oraz kilku turniejach Champions Trophy (zwycięstwo w 2007). Grał w klubach Uhlenhorst Mülheim i Crefelder HTC, jest zawodnikiem Rot-Weiß z Kolonii. Był mistrzem Niemiec.
Jego brat, Timo, także jest hokeistą, mistrzem olimpijskim z Pekinu i Londynu.